# 春火
《春火》是1970年上映的一部香港电影，由罗臻执导，王羽、刑慧等領銜主演。该电影主要讲述一个疏于管教的人最后被黑社会利用的故事。

## 劇情簡介
一个警察因为忙于工作，导致其妻子离世的时候，其还在工作，而他的儿子杨国良也因为这个和父亲决裂，并在之后遇到了一个舞女，然后二人同居。
在这之后，警察的儿子被黑社会利用，虽说杨国良最后将利用他的黑社会杀死，可他也死在了父亲的枪下……

## 演员表
- 田丰
- 谷峰
- 午马
- 张玉琴
- 李笑丛
- 王钟
- 曾楚霖
- 黄培基
- 高鸣
- 邢慧
- 石天
- 董力
- 王羽

## 備註
1. ↑  张骏祥, 程季华. . 1995年.
2. ↑  粟子, 栗子. . 2010年.
3. ↑  . 2003年.
4. ↑  陈墨. . 1996年.
5. ↑  香港影库标注的英文名為

## 相關連結
- 互联网电影数据库（IMDb）上《春火》的资料（英文）
- 豆瓣电影上《春火》的資料 （简体中文）
- 香港影庫上《春火》的資料（繁體中文）
- mydramalist链接
- 1905链接[]